# Nemorius
Nemorius is een vliegengeslacht uit de familie van de dazen (Tabanidae).

## Soorten
- N. vitripennis (Meigen, 1820)